# Macroclinium christensonii
Macroclinium christensonii är en orkidéart som beskrevs av David Edward Bennett. Macroclinium christensonii ingår i släktet Macroclinium och familjen orkidéer.
Artens utbredningsområde är Peru. Inga underarter finns listade i Catalogue of Life.